# Auzolan
Auzolan («Trabajo vecinal» en español) fue una coalición política de ámbito vasco y navarro, creada el 26 de marzo de 1983. Se trataba de una coalición entre Liga Komunista Iraultzailea (LKI), Langile Abertzale Iraultzaileen Alderdia (LAIA, uno de los partidos fundadores de Herri Batasuna) y Nueva Izquierda (una escisión de Euskadiko Ezkerra), y contaba con el apoyo del Movimiento Comunista de Euskadi (EMK). Tuvo como principal promotor a Bixente Serrano Izko.
En marzo de 1983 anunció su presentación a las elecciones municipales de dicho año en algunos municipios de Navarra, así como a las elecciones al Parlamento de Navarra. En estas elecciones obtuvieron 8.356 votos (3,46%), pero ningún escaño, si bien superaron por dos mil votos a Euskadiko Ezkerra.
En las elecciones al Parlamento Vasco del año siguiente se presentó con unas listas encabezadas por el antiguo dirigente de ETA Iñaki Pérez Beotegi, Wilson, reintegrado en la vida civil tras la Ley de Amnistía de 1977 (por Álava), Iñaki Albistur (por Guipúzcoa) y Pedro Ibarra Güell (por Vizcaya). Auzolan obtuvo un total de 10.462 votos (0,98%), por lo que no pudo acceder al Parlamento.
El 30 de mayo del 1986 se disolvió, pero la rama navarra se refundaría como Batzarre.